# Hessisches Staatstheater
 (juillet 2025).
Si vous disposez d'ouvrages ou d'articles de référence ou si vous connaissez des sites web de qualité traitant du thème abordé ici, merci de compléter l'article en donnant les références utiles à sa vérifiabilité et en les liant à la section « Notes et références ».
Le théâtre de la Hesse (Hessisches Staatstheater en allemand) de Wiesbaden est le principal théâtre de la capitale du Land. Le théâtre comporte quatre salles, la Grande Maison (1041 places), la Petite Maison (328 places), le studio (89 places) et la salle de Wartburg. Il compte environ 600 employés. Il donne sur le parc du Warmer Damm.

## Histoire

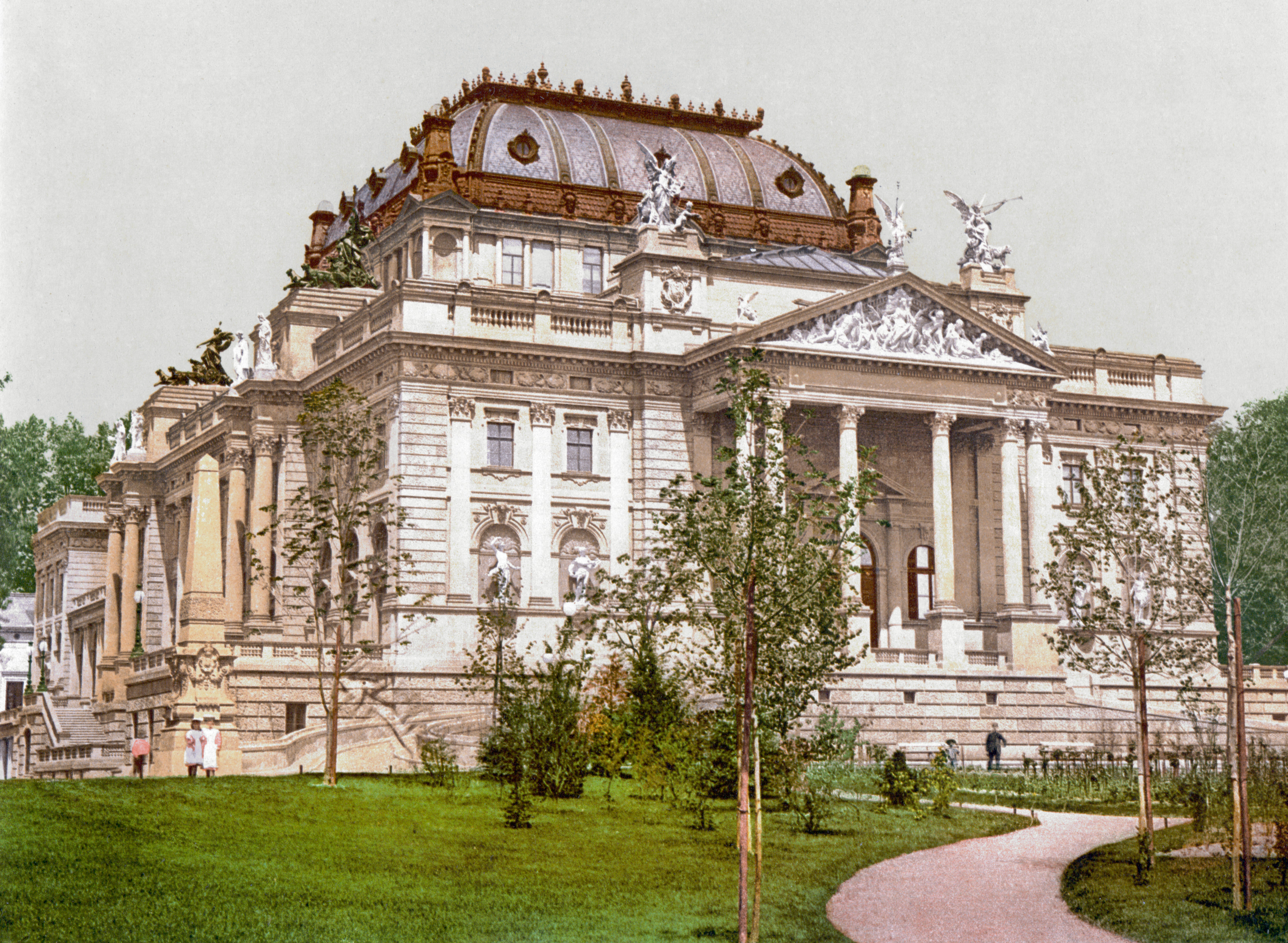
Théâtre d'État vers 1900

### Construction précédente
En 1827, le nouveau théâtre de la cour ducale est ouvert à proximité immédiate de l'hôtel Nassauer Hof, qui s'est avéré trop petit à la fin du XIXe siècle. 

### Nouveau théâtre de la cour royale
La construction du nouveau théâtre de Wiesbaden est initiée et promue comme le nouveau théâtre de la cour royale par l'empereur Guillaume II. Après un concours d'architecture limité, auquel sont invités Manfred Semper, fils du célèbre Gottfried Semper, et le professeur Georg Frentzen d'Aix-la-Chapelle, les architectes viennois de théâtre Ferdinand Fellner le Jeune et Hermann Helmer, alors connus dans toute l'Europe, sont engagés pour construire le bâtiment en 1892/1894 pour 1,8 million de marks dans le style néo-baroque. Les modèles pour le nouveau bâtiment comprennent des théâtres à Prague, Vienne et Zurich. Le 16 octobre 1894, après une période de construction de seulement 22 mois, le nouveau bâtiment est inauguré solennellement en présence de l'empereur. À la demande de l'empereur, un foyer est ajouté en 1902 à l'est de l'ancien théâtre en miroir pour 600 000 marks, ce qui dépasse même la splendeur de l'auditorium. Cette première extension est complétée par une scène de répétition, la salle des peintres et divers ateliers sur le côté sud des colonnades. Ces zones sont construites par le maître d'œuvre de Wiesbaden de l'époque, Felix Genzmer. 
Après la Première Guerre mondiale, il est rebaptisé Théâtre d'État prussien. 

### Incendie, reconstruction et extensions
Le 18 mars 1923, un incendie s'est déclaré sur la scène, à la suite duquel le dôme de la tour de la scène est complètement détruit. Pour des raisons de coût, le dôme est reconstruit sans les décorations originales de manière simplifiée et le théâtre a été rouvert après 9 mois, le 20 décembre 1923. 
Après la saison 1932, le parrainage est passé de l'État de Prusse à la ville de Wiesbaden. Cela est lié au changement de nom du théâtre en Théâtre du pays de Nassau. En 1937/38, dans le cadre de la refonte des deux colonnades de la colonnade du théâtre, le portique à colonnes néo-baroque avec la sculpture du char dessiné par cinq panthères est démoli et réaménagé en portique classiciste. 
Pendant la Seconde Guerre mondiale, dans la nuit du 2 au 3 février 1945, le côté nord du théâtre est gravement endommagé par les bombes. Le portique à colonnes de la colonnade du théâtre, la billetterie à l'origine richement décorée et le plafond de l'auditorium sont victimes des bombes. Les parties endommagées du bâtiment ne sont reconstruites que de manière très simplifiée dans l'après-guerre. Dans ce contexte, la peinture du plafond de l'auditorium est repensée en 1947 par le plasticien JoKarl Huber. 
Après un nouveau changement de parrainage vers l'État de Hesse nouvellement créé en 1946 et une utilisation temporaire de la Grande Maison par les forces armées américaines, le théâtre ne peut reprendre ses activités qu'en 1947 sous le nom de Théâtre de l'État de Grande-Hesse et plus tard sous le nom de Théâtre de l'État de Hesse de Wiesbaden . 
Au cours de la saison 1949/50, le magnifique foyer est structurellement séparé du théâtre et transformé en casino. Cette séparation n'est supprimée qu'à l'occasion du festival de mai en 1956. 
De 1975 à 1978, l'auditorium est largement rénové et partiellement reconstruit selon des modèles historiques (peintures au plafond, coloris, applications de stuc, etc. ). En outre, l'équipement technique est modernisée et, sous la direction de l'architecte berlinois Hardt-Waltherr Hämer, une grande extension pour les salles de répétition, les ateliers, les directeurs artistiques et l'administration, est ajoutée dans le coin sud-est du théâtre. Depuis lors, la vue extérieure du foyer, jusqu'au toit, a été cachée à la vue du public. 
En 2002, la scène du studio est reconstruite et rénovée, tout comme l'auditorium de la petite maison, qui depuis lors ne compte plus que 285 places. En raison d'une tempête, la scène basse du studio et de nombreux ateliers sont inondés le 11 juillet 2014.